# 1966 à Terre-Neuve-et-Labrador
Chronologie de Terre-Neuve-et-Labrador
- 1962
- 1963
- 1964
- 1965
- 1966
- 1967
- 1968
- 1969
- 1970

Cette page concerne des événements survenus en 1966 dans la province canadienne de Terre-Neuve-et-Labrador.

## Politique
- Premier ministre : Joseph Smallwood
- Chef de l'Opposition :
- Lieutenant-gouverneur :
- Législature :

## Événements

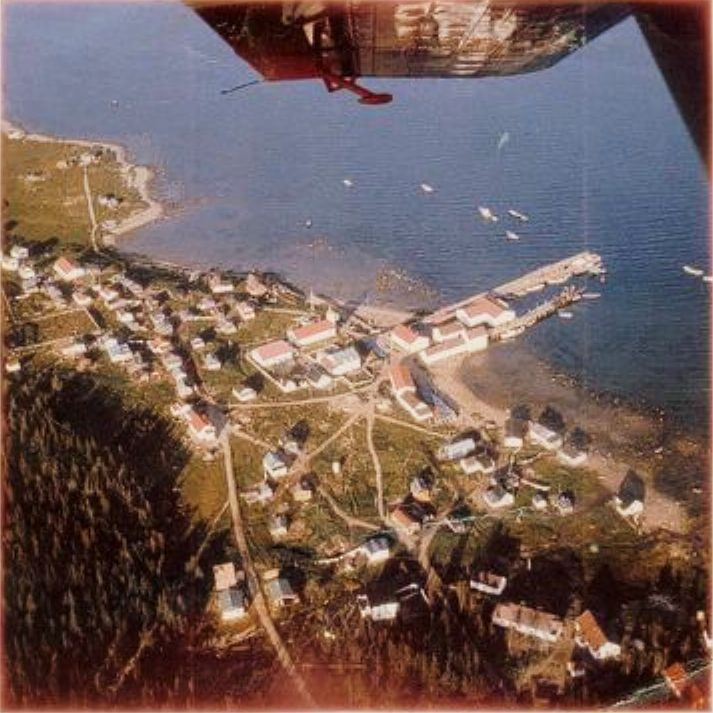
Vue aérienne de Nain en 1966.

## Naissances

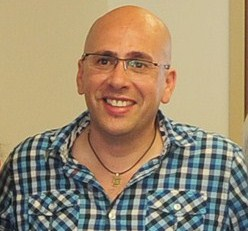
Todd Russell

- 22 décembre : Todd Norman Russell (né à William's Harbour), homme politique canadien inuktitut et député libéral pour la circonscription de Labrador. Il est un Métis d'ascendance Inuit et était président de la Nation Métis du Labrador jusqu'à sa victoire lors d'une élection partielle. Il fut éduqué à l'Université Memorial à Saint-Jean.